# Liste der Biografien/Bergq
Liste der Biografien |
Portal Biografien |
Personensuche
# |
A |
B |
C |
D |
E |
F |
G |
H |
I |
J |
K |
L |
M |
N |
O |
P |
Q |
R |
S |
T |
U |
V |
W |
X |
Y |
Z |
?
 
Ba |
Be |
Bd |
Bg |
Bh |
Bi |
Bj |
Bl |
Bm |
Bn |
Bo |
Br |
Bs |
Bu |
Bw |
By |
Bz
 
Bea–Beb |
Bec |
Bed |
Bee |
Bef |
Beg |
Beh |
Bei |
Bej |
Bek |
Bel |
Bem |
Ben |
Beo |
Bep |
Beq |
Ber |
Bes |
Bet |
Beu |
Bev |
Bew |
Bex |
Bey |
Bez
 
Bera |
Berb |
Berc |
Berd |
Bere |
Berf |
Berg |
Berh |
Beri |
Berj |
Berk |
Berl |
Berm |
Bern |
Bero |
Berq |
Berr |
Bers |
Bert |
Beru |
Berv |
Berw |
Berx |
Bery |
Berz
 
Berga |
Bergb |
Bergc |
Bergd |
Berge |
Bergf |
Bergg |
Bergh |
Bergi |
Bergj |
Bergk |
Bergl |
Bergm |
Bergn |
Bergo |
Bergq |
Bergr |
Bergs |
Bergt |
Bergu |
Bergv |
Bergw
Die Liste der Biografien führt alle Personen auf, die in der deutschsprachigen Wikipedia einen Artikel haben. Dieses ist eine Teilliste mit 16 Einträgen von Personen, deren Namen mit den Buchstaben „Bergq“ beginnt.

## Bergq

### Bergqu
- Bergquist, James (* 1947), US-amerikanischer Physiker
- Bergquist, John Victor (1877–1935), US-amerikanischer Komponist und Organist
- Bergquist, Karin Magdalena (1899–1976), schwedische Schriftstellerin
- Bergquist, Lars (1930–2022), schwedischer Schriftsteller und Diplomat, Botschafter in der Volksrepublik China und beim Heiligen Stuhl
- Bergquist, Mats (* 1938), schwedischer Schriftsteller und Diplomat, Botschafter in Finnland, Israel und im Vereinigten Königreich
- Bergquist, Patricia (1933–2009), neuseeländische Zoologin

### Bergqv
- Bergqvist, Åke (1900–1975), schwedischer Segler
- Bergqvist, Douglas (* 1993), schwedischer Fußballspieler
- Bergqvist, Erik (1891–1954), schwedischer Schwimmer, Wasserballspieler und Fußballspieler
- Bergqvist, Harry (* 1933), schwedischer Skispringer
- Bergqvist, Jonas (* 1962), schwedischer Eishockeyspieler
- Bergqvist, Kajsa (* 1976), schwedische Hochspringerin
- Bergqvist, Kjell (* 1953), schwedischer SchauspielerKjell Bergqvist (* 1953)

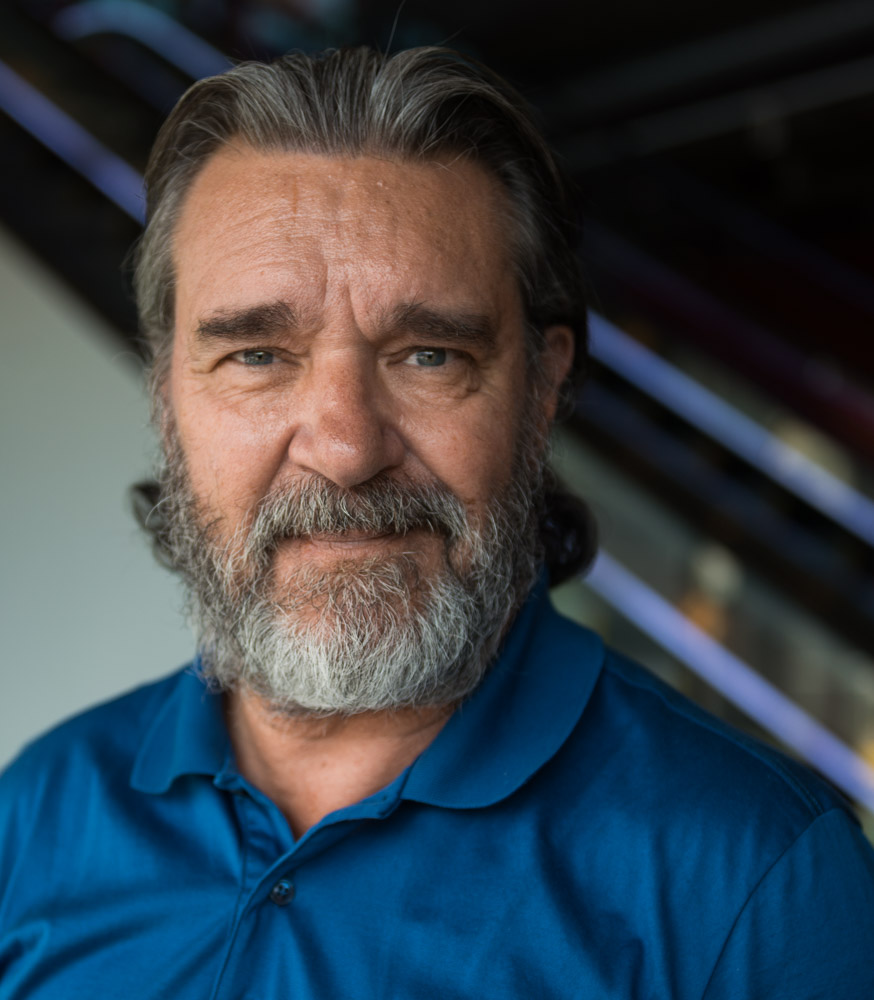
Kjell Bergqvist (* 1953)

- Bergqvist, Lauri (1930–2022), finnischer Skilangläufer
- Bergqvist, Sandra (* 1980), finnlandschwedische Politikerin (RKP)
- Bergqvist, Sven (1914–1996), schwedischer Sportler